# نورمن لاول
نورمن لاول (زاده ۲۹ ژوئیه ۱۹۴۶) نویسنده ماوراء ملی‌گرایی مالتی و رئیس اروپا، یک حزب سیاسی افراطی است. او همچنین بانکدار، هنرمند و کارشناس ورزش رزمی است.

## حزب اروپا
حزب اروپا از اروپا به عنوان وطن سفید پوستان دفاع می‌کند. وظیفه این حزب متحد کردن «همه بومیان اروپایی» (یعنی قومهای اروپایی است، اما مهاجران غیر اروپایی متولد اروپا) تحت یک پرچم است.

## کتاب‌ها
نورمن لاول نویسنده چندین کتاب منتشر شده، کرو دو: کتابی برای خیلی کم، اروپا - کتابی است که باعث تغییر جهان و مانیفست اشرافی برای شد (Arktos، ۲۰۱۹).